# Бутенко Галина Юхимівна
Бутенко Галина Юхимівна (нар. 20 квітня 1927) — українська науковиця, доктор медичних наук, професор медицини (1984).

## Біографія
Народилась 20 квітня 1927 року у місті Донецьк. У 1965 р. після закінчення Кримського медичного інституту працювала лікаркою-фтизіатром у м. Чистяково Донецької області, клінічною ординаторкою на кафедрі фтизіатрії Кримського медичного інституту, завідувачкою медичною частиною санаторію «Старий Крим», завідувачкою відділенням Донецького туберкульозного диспансеру № 1.

## Наукова діяльність
У 1964–1975 роках — асистентка кафедри фтизіатрії Донецького медичного інституту. Впродовж 1975–1984 років — старша наукова співробітниця пульмонологічного відділення Ялтинського науково-дослідного інституту ім. Сеченова. Одночасно навчалась в аспірантурі Київського інституту туберкульозу і грудної хірургії. У 1967 р. захистила кандидатську, у 1977 р. — докторську дисертації. У 1984 році обрана професоркою кафедри внутрішніх хвороб Чернівецького медичного інституту, згодом — завідувачкою кафедри фтизіатрії (1984–1988).

## Творчий доробок
Авторка 78 наукових праць, 4 винаходів, 15 раціоналізаторських пропозицій. Під її керівництвом виконано 3 кандидатські дисертації.